# Магистральный (Омская область)
Магистра́льный — посёлок городского типа в Омском районе Омской области. Административный центр Магистрального сельского поселения.
Основан в 1971 году.
Население — 2793 чел. (2022)

## География
Посёлок расположен в лесостепи, в пределах Ишимской равнины, относящейся к Западно-Сибирской равнине, в 7 км от левого берега реки Иртыш. Рельеф местности равнинный. Высота центра населённого пункта — 92 метра над уровнем моря. В окрестностях посёлка распространены чернозёмы обыкновенные.
Посёлок расположен в пригородной зоне Омска (отделён от городской черты железной дорогой), в 19 км от центра города. Расстояние до районного центра посёлка Ростовка — 31 км..
Климат
Климат резко континентальный, с выраженными климатическими сезонами и со значительными перепадами температур в течение года (согласно классификации климатов Кёппена — влажный континентальный климат (Dfb)). Многолетняя норма осадков — 393 мм. Наибольшее количество осадков выпадает в июле — 62 мм, наименьшее в марте — 14 мм. Среднегодовая температура положительная и составляет +1,3° С, средняя температура самого холодного месяца января −17,5° С, самого жаркого месяца июля +19,6° С.

## История
Основан как центральная усадьба откормочного совхоза «Омский». Первые временные постройки центральной усадьбы начали своё существование с 1971 года. Капитальные строения возведены в 1972—1974 годах.

## Население
| 2006 | 2010 | 2022 |
| ---- | ---- | ---- |
| 1880 | 2103 | 2793 |